# Strage della valle del Biois
La strage della valle del Biois fu un massacro commesso dalle truppe tedesche in provincia di Belluno durante la seconda guerra mondiale.

## La strage
La strage avvenne tra la mattina del 20 agosto 1944 e la sera del 21 nei comuni di Canale d'Agordo e Falcade (più precisamente nelle frazioni di Caviola, Feder, Fregona, Garés e Tegosa). Fu compiuta da uomini della Divisione corazzata paracadutisti "Hermann Göring", della SS-Gebirgs-Kampfschule (Scuola d'alta montagna delle Waffen-SS) di Predazzo e del II battaglione del Polizeiregiment "Bozen", coadiuvati da diverse compagnie del Corpo di sicurezza trentino (CST). Furono uccisi 44 civili e distrutte 245 abitazioni lasciando 645 persone senza tetto.

## Il processo

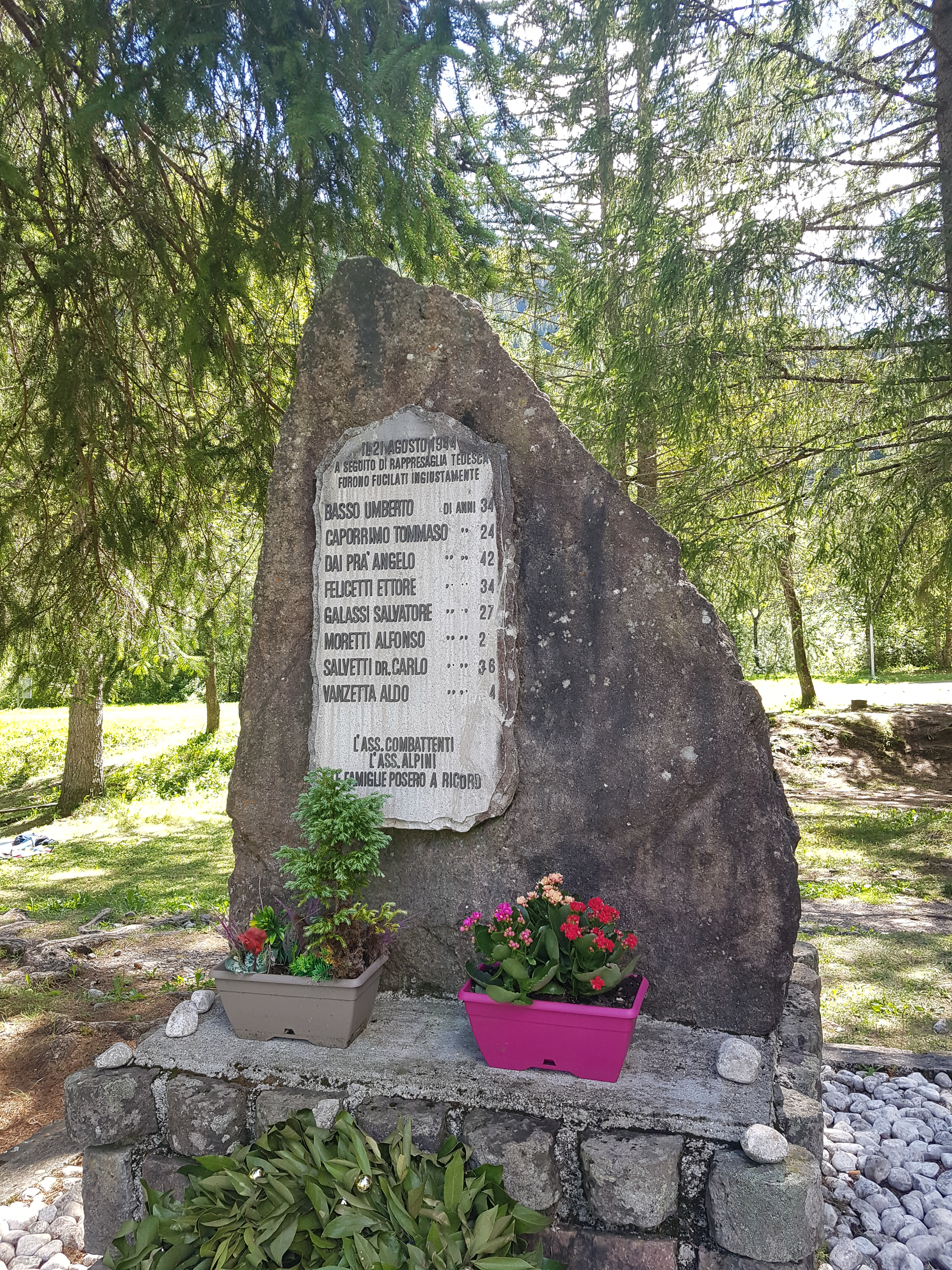
Lapide commemorativa della fucilazione del 21 agosto 1944 sul torrente Biois posta a Falcade.

L'inchiesta iniziò a seguito di un esposto presentato alla procura di Belluno il 26 gennaio 1970 da Pasquale Mariano, fratello della vittima Cosimo. Essendo stato quest'ultimo magistrato presso il tribunale di Belluno, il procedimento fu trasferito per legittima suspicione dal capoluogo veneto, sua sede naturale, alla Corte d'assise di Bologna. Il 16 agosto 1977 il giudice istruttore presso il tribunale di Bologna, Sergio Castaldo, emise dei mandati di cattura contro il comandante della SS-Gebirgs-Kampfschule, il maggiore delle SS (SS-Sturmbannführer) Alois Schintlholzer (65 anni, di Innsbruck), e il maresciallo di polizia (Zugwachtmeister der Schutzpolizei) Erwin Fritz (65 anni, di Berlino, residente nella Germania Ovest a Gottinga, commissario di polizia a riposo). Tra gli imputati vi erano anche Emil Wendt (70 anni, nato a Stettino, residente a Castelrotto, parrucchiere), Raffaele Ganz (81 anni, di Falcade), Domenico Mussner (65 anni, di Selva di Val Gardena, scultore in legno), Matthias Hildebrand (65 anni, di Parcines, residente a San Pancrazio, contadino), Ludwig Pattis (65 anni, di Tires, trasferitosi in Germania), Giovanni Zentgraf ed Hermand Holland (deceduti prima dell'inizio del processo) e Hans Holland (del quale si conosceva solo il nome).
Il processo iniziò nel 1979. Processati in contumacia poiché Austria e Germania Ovest non concessero l'estradizione e nemmeno la possibilità di un interrogatorio per rogatoria, Schintlholzer e Fritz furono difesi dall'avvocato Roland Riz, vicepresidente della Südtiroler Volkspartei (SVP) e deputato, il quale chiese per i suoi assistiti l'assoluzione con formula piena. Sei testimoni a discarico tedeschi e austriaci non si presentarono temendo di essere a loro volta incriminati. I militari sudtirolesi furono assolti per mancanza di prove e, chiamati a testimoniare, accusarono i loro ex comandanti per il comportamento tenuto nel corso dell'operazione, fornendo elementi decisivi per la determinazione dei capi d'accusa.
Infine, con verdetto del 7 luglio 1979 i due comandanti furono gli unici condannati all'ergastolo, non scontando mai la pena. Tuttavia, il 6 maggio dell'anno successivo la Corte d'assise d'appello rilevò il difetto di giurisdizione dell'autorità giudiziaria ordinaria e assegnò la competenza al procuratore militare di Verona. Il nuovo iter processuale fu lungo e complesso soprattutto per questioni formali, concludendosi con sentenza del 15 novembre 1988 in una nuova condanna all'ergastolo per Schintlholzer, sempre in contumacia, mentre Fritz, a differenza di quanto era stato deciso dalla magistratura ordinaria, venne assolto per insufficienza di prove. La sentenza fu poi confermata dal Tribunale supremo militare. Schintlholzer rimase libero in Austria fino alla morte, avvenuta a Bielefeld nel giugno del 1989.